# 近畿学生野球連盟
近畿学生野球連盟（きんきがくせいやきゅうれんめい、英語表記は KINKI UNIVERSITY BASEBALL LEAGUE）とは、近畿地区に所在する大学の硬式野球部により構成された野球リーグである。母体となった連盟から数えると関西では最古の連盟。全日本大学野球連盟の傘下団体。

## 略史
大別すると以下の5期に分けられる。

### 戦前・戦中
1917年に同志社大学、立命館大学、関西大学、関西学院高商部（1932年から関西学院大学）、大阪薬学専門学校（大阪大学薬学部の前身）、大阪高等工業学校（1929年から大阪工業大学、後の大阪大学工学部）、大阪高等商業学校（1928年から大阪商科大学、大阪市立大学の前身のひとつ）、大阪歯科医学専門学校（大阪歯科大学の前身）の8校により関西学生野球連盟が結成。その後、構成校の加盟脱退が繰り返され京都帝国大学、第三高等学校、大阪高等医学専門学校（後の大阪医科薬科大学）なども参加した時期もあった。
1923年に旧制の府立大阪医科大学（1931年から大阪帝国大学医学部）、官立神戸高等商業学校（1929年から神戸商業大学、神戸大学の前身のひとつ）、大阪高等工業学校により発足した官立三校野球連盟を始まりとして、以後大阪外国語学校（大阪外国語大学を経て大阪大学外国語学部の前身）、関西学院高商部、大阪高等商業学校と順次加盟校を増やし、1928年に神戸高等工業学校（1949年に新制の神戸大学工学部）を加え、これらの7校の旧制高等専門学校と旧制大学によって「関西学生野球連盟」を発足。大阪ゾーンと神戸ゾーンに分かれてリーグ戦を行い最後に優勝決定戦を行なっていた。
1931年、この1928年結成の関西学生野球連盟の有力校であった関西学院と神戸商業大学が1930年に結成された関西四大学野球連盟（関西大学、京都帝国大学、同志社大学、立命館大学）へ加盟（神戸商業大学は移籍。関西学院は1933年中までは旧関西学生との重複加盟）し、同年秋から関西六校野球連盟が発足。翌年3月の関西学院の旧制大学昇格を待ち「関西六大学野球連盟」と改称した。
なお、戦前・戦中の当時は大学野球界（旧制）を全国的に統一する組織が存在しなかったことから、関西学院の重複加盟の例の様に、基本的（当該連盟が特に禁止しなかった場合を除き）には複数連盟への所属は全く差支えがない状態であった。
関西大学野球史を語る上では一般的には、現在の関西学生野球連盟の直接の母体になった関西六大学野球連盟 (旧連盟)が関西では最古の大学野球リーグとされている記述が多いが、前述の経緯から母体連盟という観点で捉えた場合、関西六大学野球連盟 (旧連盟)が1917年結成の関西学生野球連盟を引き継いだわけではないので、決して関西六大学野球連盟 (旧連盟)のみが最古であるということにはならない（現存しているリーグの中で、最も構成メンバーの入れ代わりが少ない状態で残っているのが、かつての関西六大学野球連盟 (旧連盟)の系譜を実質的に引き継いだ現在の関西学生野球連盟ということは言える）。1917年結成の関西学生野球連盟は、近畿学生野球連盟と関西学生野球連盟に共通のルーツ的なものと言える。また、関関同立各校や現在の京大、神戸大もその後、幾多の加盟・脱退、合従・連衡を経ているので、現在の関西学生野球連盟のルーツを1930年結成の関西四大学野球連盟や、さらにその母体になった1929年結成の3校対抗戦（関西六大学野球連盟 (旧連盟)を参照）に求めるならば、近畿学生野球連盟のルーツは1923年結成の官立三校野球連盟に求められるので、むしろ近畿学生野球連盟の母体の方が古いことになる。

### 終戦直後（近畿大学野球連盟の成立）
戦時命令により一時中断していた各大学野球リーグは、終戦により1946年春から順次活動を再開していたが、1947年には大学野球の最優秀チームを決めようという気運が盛り上がり、旧関六は東京六大学野球連盟、東都大学野球連盟とともに全国大学野球連盟を結成し、この組織の下で大学野球王座決定戦を実施した。
また、1949年施行の学制改革に伴う全国組織としての新制大学野球連盟が各種の旧制学生野球連盟（「全国高等学校野球連盟」「全国専門学校野球連盟」「全国師範学校野球連盟」）を改組・再編する形で発足した。
これらの一連の動きの中で、1947年には旧関西学生野球連盟の加盟校中2校が中心になり大阪三大学野球連盟として再スタートを切り、1948年の春には2校を迎え近畿五大学野球連盟と改称し秋季には更に1校が加わり近畿六大学野球連盟となった。また1949年の学制改革施行に伴い全国新制大学野球連盟が発足。翌年の1950年から傘下の団体に編入となった。なお1951年にはさらに加盟校を6校加え1部2部制を導入（※3）するのを機に名称を近畿大学野球連盟と改めた。
※3：12校中7校が1928年結成の戦前の関西学生野球連盟時代の加盟校が新制大学に移行しての出戻り組み。

### 近畿地区大学野球連盟の傘下時代
1952年、全国大学野球連盟が新制大学野球連盟を吸収して、大学野球の統一組織である全日本大学野球連盟が結成された。この組織の成立に伴い、近畿大学野球連盟は旧関六・京滋の2連盟もともに全日本連盟傘下として活動することとなるが、全日本大学野球連盟結成時の経緯から全日本大学野球選手権大会の代表枠において、旧関六は旧制大学組として優勝校がそのまま出場できる権利がある一方、近畿・京滋の2連盟は新制大学組の近畿地区内の下部連盟という扱いとなり近畿地区大学野球連盟として出場権は1つとされた。

### 連合の結成時代
近畿地区大学野球連盟が関西六大学野球連盟（旧連盟）と合併し関西大学野球連合を組織。旧近畿地区の一員として下部を構成。近畿大学野球連盟の優勝校は、関西六大学リーグとの入れ替え戦への代表決定戦に出場。

### 連合解体・独立後
関西大学野球連合が解散し一部を再編成。全日本大学野球選手権へ代表権に関しては近畿大学野球連盟として独立したが、連合解体直後から当面は、5リーグでの関西地区としての枠を争う形で割り当てられる。数年後には全国の再編成に伴い、関西地区各連盟と共に各連盟1代表の単独枠を獲得。

## 沿革
※関連団体についても併記

### 戦前
- 1923年　旧制の府立大阪医科大学（1931年から大阪帝国大学医学部・大阪大学医学部の前身）、官立神戸高等商業学校（1929年から神戸商業大）、大阪高等工業学校（1929年から大阪工業大学 (旧制)・現在の大阪大学工学部の前身・現大阪工業大学とは別）で官立三校野球連盟を発足。
- 1926年　大阪外国語学校（後の大阪外国語大学・大阪大学外国語学部の前身）が加盟し官立四校野球連盟に改称
- 1927年　関西学院高商部（1932年から関西学院大学）、大阪高等商業学校（1928年から大阪商科大学 (旧制)・大阪市立大学の前身のひとつ）が加盟し、関西六校野球連盟（※4）と改称。
- 1928年　神戸高等工業学校（1949年に新制の神戸大学工学部となる）が加盟し関西学生野球連盟 (旧連盟)と改称。また大阪高等商業学校が大阪商科大学に改称。京都地区では京都大学専門学校野球連盟から旧制大学が独立し、大谷大学、京都府立医科大学[3]、京都帝国大学、立命館大学、龍谷大学の5大学で京都五大学野球連盟を設立。
- 1929年　官立神戸高等商業学校が神戸商業大学に、大阪高等工業学校が旧制の大阪工業大学に改称。関西大学・同志社大学・京都帝国大学の三大学対抗戦開始
- 1930年　京都五大学から脱退した立命館大学を加えて関西四大学野球連盟が発足。
- 1931年　関西学生野球連盟 (旧連盟)の神戸商業大学が関西四大学連盟に移籍し更に関西学院も重複加盟し、同年秋から関西六校野球連盟（※5）のリーグ戦が開始
- 1932年　兵庫県立神戸高等商業学校（新制神戸商科大学を経て兵庫県立大学の経済学部・経営学部の前身）が関西学生野球連盟 (旧連盟)に加盟。
- 1933年 - 府立大阪医大と大阪工大が大阪帝国大学として統合。秋季を最後に関西学院大学が脱退。
- 1935年　府立浪速高等学校（敷地は後の大阪大学教養部北校となる・人的資産の一部は府立浪速大学に移されたため、大阪府立大学の前身ともされる。）が関西学生野球連盟 (旧連盟)に加盟。
- 1937年　昭和高等商業学校（大阪経済大学の前身）が関西学生野球連盟 (旧連盟)に加盟。浪速高等学校が関西学生野球連盟 (旧連盟)から脱退。
- 1941年　和歌山高等商業学校（和歌山大学経済学部の前身）と大阪専門学校（近畿大学の前身のひとつ）が関西学生野球連盟 (旧連盟)に加盟。
- 1942年　同年春を最後に、戦時命令により全国の全ての野球競技活動が禁止される。

※4：1931年に発足した同名の関西六大学野球連盟（旧連盟）の前身連盟とは別。
※5：1927年に発足した同名の連盟とは別。翌年に関西学院の旧制大学昇格と共に関西六大学野球連盟（旧連盟）に改称

### 戦後
- 1946年　関西六大学野球（旧連盟）が再開。
- 1947年　学制改革の施行が開始。旧関西学生野球連盟の構成校を中心とした大阪大学、大阪商科大学、大阪理工科大学（大阪専門学校の系列校で近畿大学の前身のひとつ）が、大阪三大学野球連盟としてリーグ戦を再開。全国大学野球連盟（東京六大学、東都大学、旧関西六大学）が発足。
- 1948年　大阪三大学野球連盟に春季に奈良県立医科大学と大阪歯科大学が加盟し近畿五大学野球連盟が発足。秋季には神戸商科大学（兵庫県立大学の前身のひとつ）が加盟し、近畿六大学野球連盟と改称
- 1949年　学制改革の施行終了により多数の新制大学が誕生。全国新制大学野球連盟が発足し、第1回新制大学野球選手権大会が実施。当連盟は不参加。
- 1950年　奈良県立医科大学が脱退し入れ替わりに和歌山大学が加盟。新制大学野球連盟の傘下団体となり新制大学野球選手権大会において近畿大学が決勝で横浜市立大学を下して初優勝。
- 1951年　大阪学芸大学（後の大阪教育大学）、大阪工業大学、神戸市外国語大学、大阪経済大学、浪速大学（後の大阪府立大学）、大阪外国語大学（後の大阪大学外国語学部）が加盟し秋季のみの入れ替え戦で1部2部制を導入。近畿大学野球連盟と改称。佐伯達夫を連盟副会長(当事高野連副会長)に迎え、従来の学生委員中心の運営方針を一変。1部を甲子園球場、2部を藤井寺球場で実施（1回戦総当り）

### 近畿地区大学野球連盟の傘下時代
- 1952年　全国大学野球連盟と全国新制大学野球連盟が合併しそれぞれが発展的解消。第1回全日本大学野球選手権大会を開催。近畿大学野球連盟は西部地区（近畿・中国・四国地区）に編入。代表決定戦で近畿大学が松山商科大学を下し西部地区代表として本大会に出場。春季に高野山大学が加盟。秋季終了後に高野山大学と神戸市外国語大学が脱退し、大阪薬科大学が加盟。
- 1953年　全日本大学野球選手権大会の代表枠において近畿地区が独立。近畿大学野球連盟と京都六大学野球連盟で近畿地区大学野球連盟（以下、近畿地区）を編成、本大会には本連盟の近畿大学が近畿地区代表として出場。秋季に大阪工業大学が初優勝し近畿大学の1948年春から続く11連覇を阻止。なお春季から1部は2回戦総当り、2部は春季のみ2回戦総当りで秋は1回戦総当りという対戦方法に変更。
- 1955年　4月に浪速大学が大阪府立大学と改称。
- 1956年　連盟理事長に稲葉重男を迎え、1部の主要開催球場を甲子園球場から日本生命球場に変更
- 1959年　近畿大学野球連盟と旧関西六大学連盟（以下、関六）との合併申し入れが近畿大学を中心にした運動として開始。同年8月に合併申入書を発送。同12月に拒否回答。
- 1961年　同年9月に京滋・阪神との共同にて再たび関西六大学連盟（旧連盟）に合併申入。同年12月に申し入れ回答。

### 関西連合の結成時代
- 1962年　近畿地区と関西六大学野球連盟が合併し関西大学野球連合を結成。旧近畿地区各連盟の3連盟は並列の形で下部を形成。近畿大学リーグの優勝校は関六の最下位校との入れ替え戦に出場する為の代表決定戦に出場するシステムに変更。同年春に近畿大学が関六に昇格し、入れ替わりに神戸大学が関六から降格して近畿大学リーグに所属。神戸大学は近畿リーグ降格当初は大阪経済大学との優勝争いの常連となり6回優勝。1回関六との入替戦まで進むが、2度と関六に復帰することはなかった。
- 1966年　高野山大学が再加盟。
- 1966年　6月に大阪学芸大学が大阪教育大学と改称。
- 1968年　秋季に関西学院大学が関六から降格して近畿大学リーグに所属。同年秋季から阪南大学が2部に参加
- 1969年　春季に関西学院大学が関六に昇格。奈良教育大学が加盟。3部リーグが発足
- 1973年　春季に関西学院大学が関六から降格して近畿大学リーグに所属。
- 1980年　春季に大阪経済大学が関六に昇格。
- 1981年　春季に関西学院大学が関六に昇格。入れ替わり大阪経済大学が降格して近畿大学リーグに所属。奈良大学が加盟

### 連合解散以後
連合解散以後のチーム数の変遷はこちらに記載
- 1982年　関西大学野球連合が解体。それまで下部を構成していた他の2連盟とともに下部組織から独立。同時に関西地区全体の再編が行なわれ、連合解散直後に近畿大学リーグに所属していた大阪経済大学が脱退し新編成の関西六大学野球連盟に移籍し、奈良大学が近畿大学野球連盟に加盟。また春の全国大会への代表枠は再編後の関西地区5連盟で1代表を争う形に変更。秋の明治神宮野球大会への出場は選手権出場連盟の代表が出場。
- 1983年　全日本大学野球選手権大会の関西地区の出場権が2つに増枠。秋の明治神宮野球大会は春の第1代表の代表連盟が出場となる。
- 1985年　大阪大学が連合解散後の連盟代表としては初の全日本大学野球選手権大会に関西地区第1代表として出場。同年より明治神宮野球大会の関西地区代表決定戦が実施。
- 1989年　全日本大学野球選手権大会の関西地区の出場権が3つに拡大。
- 1991年　全日本大学野球選手権大会の出場枠再編成に伴い単独出場権を獲得。
- 1994年　連盟の名称を近畿大学野球連盟から近畿学生野球連盟と改める。関西地区大学野球5リーグ対抗戦を開始。
- 1997年　日本生命球場の閉鎖・解体に伴い、球場のフランチャイズ使用の終了及び同球場内にあった連盟事務所も移転。
- 1998年　同年4月に連盟創立50周年を迎え記念誌「球跡」を発行。
- 2005年　秋季に行なわれる明治神宮野球大会において関西地区の代表枠が1校増の2枠に拡大。
- 2007年　10月に大阪外国語大学が大阪大学と合併したが、大阪外国語大学野球部は大阪大学外国語学部野球部として、大阪大学とは別のチームとして連盟に残ることになる。
- 2008年　春季に2部を1カード2戦固定の勝率制（引き分けも有効）に、3部は1戦固定の予備戦（総当たり戦）とその結果での上位と下位に分けた順位決定リーグ（1回戦総当り）の方式（リーグ構成が7校になったことによる変則措置）に変更。
- 2009年　春季から3部が6校になったことにより2部同様、1カード2戦固定の勝率制に変更。
- 2013年　春季から再び3部が7校となったため、2008年に行われていた3部リーグの変則措置日程が復活。
- 2016年　全日本大学野球選手権で、奈良学園大学がリーグ史上最高のベスト4に進出。
- 2020年　新型コロナウイルスの影響により、春季リーグ戦は中止。秋季は入替戦を実施せず2部優勝校は自動昇格。
- 2022年　春季から3部が再び6校になったことにより2部同様、1カード2戦固定の勝率制に変更。

## チーム数の変遷（連合解散以降）
| 年・期     | 全チーム数 | 1部 | 2部 | 3部 | 備考                                                                                            |
| ---------- | ---------- | --- | --- | --- | ----------------------------------------------------------------------------------------------- |
| 1982年春季 | 15         | 6   | 6   | 3   | 関西大学野球連合解散により近畿大学野球連盟が独立 （1993年春季により近畿学生野球連盟に名称変更） |
| 1985年春季 | 16         | 6   | 6   | 4   | 奈良産業大学（現：奈良学園大学）が加盟                                                          |
| 2002年春季 | 17         | 6   | 6   | 5   | 近畿福祉大学が加盟                                                                              |
| 2003年秋季 | 16         | 6   | 6   | 4   | 高野山大学が脱退                                                                                |
| 2004年春季 | 17         | 6   | 6   | 5   | 羽衣国際大学が加盟                                                                              |
| 2005年春季 | 18         | 6   | 6   | 6   | 太成学院大学が加盟                                                                              |
| 2008年春季 | 19         | 6   | 6   | 7   | 大阪大谷大学が加盟                                                                              |
| 2008年秋季 | 18         | 6   | 6   | 6   | 大阪大学外国語学部（旧：大阪外国語大学）野球部が大阪大学野球部と統合し脱退                      |
| 2013年春季 | 19         | 6   | 6   | 7   | 大阪観光大学が加盟                                                                              |
| 2020年春季 | 19         | 6   | 6   | 7   | 大阪薬科大学が脱退、東大阪大学が加盟                                                            |
| 2022年春季 | 18         | 6   | 6   | 6   | 大阪府立大学と大阪市立大学が統合に伴い脱退、大阪公立大学が加盟                                  |
| 2024年春季 | 17         | 6   | 6   | 5   | 大阪歯科大学が脱退                                                                              |

## 運営方法

### 構成
加盟校数の関係から前シーズンの成績を基にした各部6校を基本に1部〜3部に分けたブロック運営を行なっている。
最上位リーグを1部リーグ、下位リーグを2部,3部と称する。

### 対戦方法
1部〜3部共に春季と秋季にそれぞれリーグ戦を実施。また各シーズン終了後に各部の間で入れ替え戦を実施する。
- 1部：2戦先勝方式の総当たりによる勝ち点制（引き分けは再試合）
- 2部：1カード2戦固定の総当たりによる勝率制（2007年秋季までは1部と同方式）
- 3部：1戦固定の予備戦（総当たり戦）と、その結果での4位までの上位と5位以下の下位に分けた順位決定リーグ（1回戦総当り）の変則方式（6校時代は2部と同方式）。

※2戦先勝方式
同一の対戦校に対して先に2勝したチームがその相手校との対戦に勝利したとして対戦を終了する（1勝1敗の場合は第3戦を行い決着を付ける）。

### 順位決定方法

#### 勝ち点制
- 同一対戦校に勝ち越した場合に勝ち点1を獲得し、勝ち点が多い方が上位。勝ち点が同じ場合は全体の勝率比較によって順位を決定。
- 勝ち点も勝率も同じ場合で優劣の決定が必要な場合は、1試合制の決定戦（プレイオフ）を行なう。
- 決定戦の成績はリーグ戦の成績に加算しない。

#### 勝率制
- 当該チームの全勝数を引き分け試合を除いた全試合数で割ったもの。その数値が高いチームを上位とする。
- 勝率が同じ場合で優劣の決定が必要な場合は、1試合制の決定戦（プレイオフ）を行なう。

### 入れ替え戦
各部のリーグ戦の終了後に上位リーグの最下位校と下位リーグの優勝校との間で対戦を組み、勝者チームを次シーズンの上位リーグの所属とする（敗者チームは次シーズンは下位リーグ所属となる）。
対戦方法は2戦先勝方式。
※関西連合時代は、近畿大学リーグを含めた下部リーグの優勝校は、関西六大学リーグとの入れ替え戦を行うために下部3連盟間との出場校決定戦に出場していた。上部リーグである関西六大学からの降格チームにとっては入れ替え戦の結果で降格決定後に所属する下部リーグを3連盟から選択するシステムであった為、当事の下部3連盟にとっては通常の入れ替え戦とは異なり、各リーグ側から見ると昇格校があっても降格校が生じるとは限らず、また昇格校が無くても降格してくるチームがあったりで、上部との入れ替え戦の結果次第では、直後の構成校が7校になったり5校になったりが生じる。実際には同じ下部リーグ所属校同士の間での昇格と降格になる場合の方が少なかった。連合結成期間中40回のリーグ戦が行なわれ16回の入れ替えが発生したが、昇格校と降格校が同じ下部リーグ所属同士だったのは都合6回あった。同じ下部リーグの所属同士で入れ替えが生じないケースで昇格・降格があった場合、下部リーグ1部の構成校数が6校にならない。そのため、そのままでは次季リーグ戦の運営に不都合が生じることになる。下部3連盟間で行なわれる入れ替え戦出場校決定戦ならびに関六との入れ替え戦と同時に、下部3連盟ではそれぞれリーグ戦終了後には、便宜上各部間での入れ替え戦も同時に行なわれる。関六との間の入れ替え戦の結果で降格校のみが生じて1部が7校になるような場合は、2部に1校を降格させて校数を調整する必要が生じる。従ってこのような場合は、1部2部入れ替え戦に勝利して便宜上一旦昇格が決定した2部校も、あるいは1部残留が決定している1部校でも、余剰分を直後に2部に降格させる対象になるため、1部2部入れ替え戦の結果に因らず降格のみが生じる。また同様に関六との間に昇格校のみが生じて1部校数が5校になるような場合は、1部2部入れ替え戦の結果で一時的に降格になった1部校も、あるいは2部に残留が決定した2部校も、関六の入れ替え戦終了後に不足分を昇格させる形になるため（前のケースと同様に1部2部入れ替え戦の結果に因らず）昇格校のみが発生する。但し、降格のみ・昇格のみが生じる双方のケース共に次季リーグ戦での順列の扱いは各部入れ替え戦の結果が反映された。当然ながらこの1部2部間に生じる調整理論はさらに下の2部3部間にも同様に適用された。このように、連合時代の下部3連盟は通常よりもより煩雑な運営を余儀なくされていた面もあった。

## 試合会場
かつては日本生命球場をメイン開催球場としていたが、1997年限りで日生球場が閉鎖されたのに伴い、大阪市周辺にある野球場を併用する開催形式に変わった。
現在は1部リーグがGOSANDO南港野球場と大阪シティ信用金庫スタジアムを、2部リーグがくら寿司スタジアム堺を、3部リーグが豊中ローズ球場をそれぞれ使用している。

## 歴代優勝

### 歴代優勝チーム・入れ替え戦の結果
近畿学生野球連盟に名称を変更した1994年春季以降の成績
- ◎：明治神宮野球大会出場権獲得
- ○：入れ替え戦の勝者
- ●：入れ替え戦の敗者

| 開催年 | 1部優勝                                                     | 1部・2部入れ替え戦                                          | 1部・2部入れ替え戦                                          | 2部・3部入れ替え戦                                          | 2部・3部入れ替え戦                                          |
| 開催年 | 1部優勝                                                     | 1部最下位                                                   | 2部優勝                                                     | 2部最下位                                                   | 3部優勝                                                     |
| ------ | ----------------------------------------------------------- | ----------------------------------------------------------- | ----------------------------------------------------------- | ----------------------------------------------------------- | ----------------------------------------------------------- |
| 1994春 | 奈良産業大学                                                | 阪南大学○                                                   | 大阪府立大学●                                               | 大阪外国語大学●                                             | 高野山大学○                                                 |
| 1994秋 | 奈良産業大学                                                | 大阪工業大学○                                               | 大阪府立大学●                                               | 高野山大学●                                                 | 大阪外国語大学○                                             |
| 1995春 | 阪南大学                                                    | 大阪工業大学○                                               | 和歌山大学●                                                 | 奈良教育大学○                                               | 奈良大学●                                                   |
| 1995秋 | 阪南大学                                                    | 大阪工業大学○                                               | 大阪府立大学●                                               | 大阪外国語大学●                                             | 奈良大学○                                                   |
| 1996春 | 大阪教育大学                                                | 大阪市立大学●                                               | 大阪府立大学○                                               | 奈良教育大学○                                               | 高野山大学●                                                 |
| 1996秋 | 阪南大学◎                                                   | 大阪工業大学●                                               | 大阪市立大学○                                               | 奈良教育大学○                                               | 大阪外国語大学●                                             |
| 1997春 | 阪南大学                                                    | 大阪府立大学●                                               | 大阪工業大学○                                               | 奈良教育大学●                                               | 高野山大学○                                                 |
| 1997秋 | 阪南大学                                                    | 大阪工業大学●                                               | 神戸商科大学○                                               | 和歌山大学○                                                 | 奈良教育大学●                                               |
| 1998春 | 奈良産業大学                                                | 神戸商科大学●                                               | 大阪工業大学○                                               | 高野山大学○                                                 | 奈良教育大学●                                               |
| 1998秋 | 阪南大学                                                    | 大阪工業大学○                                               | 大阪大学●                                                   | 高野山大学○                                                 | 奈良教育大学●                                               |
| 1999春 | 奈良産業大学                                                | 神戸大学○                                                   | 大阪府立大学●                                               | 神戸商科大学●                                               | 奈良教育大学○                                               |
| 1999秋 | 奈良産業大学                                                | 大阪工業大学●                                               | 大阪府立大学○                                               | 奈良教育大学●                                               | 神戸商科大学○                                               |
| 2000春 | 阪南大学                                                    | 大阪市立大学●                                               | 奈良大学○                                                   | 大阪工業大学●                                               | 奈良教育大学○                                               |
| 2000秋 | 阪南大学                                                    | 奈良大学○                                                   | 奈良教育大学●                                               | 高野山大学●                                                 | 大阪外国語大学○                                             |
| 2001春 | 奈良産業大学                                                | 大阪府立大学●                                               | 大阪市立大学○                                               | 大阪外国語大学●                                             | 大阪工業大学○                                               |
| 2001秋 | 奈良産業大学                                                | 奈良大学●                                                   | 大阪大学○                                                   | 大阪工業大学○                                               | 高野山大学●                                                 |
| 2002春 | 奈良産業大学                                                | 大阪市立大学○                                               | 和歌山大学●                                                 | 神戸商科大学○                                               | 近畿福祉大学●                                               |
| 2002秋 | 阪南大学                                                    | 大阪大学●                                                   | 和歌山大学○                                                 | 神戸商科大学○                                               | 近畿福祉大学●                                               |
| 2003春 | 奈良産業大学                                                | 和歌山大学○                                                 | 奈良教育大学●                                               | 大阪府立大学●                                               | 大阪外国語大学○                                             |
| 2003秋 | 阪南大学                                                    | 和歌山大学●                                                 | 奈良教育大学○                                               | 大阪外国語大学○                                             | 大阪府立大学●                                               |
| 2004春 | 阪南大学                                                    | 奈良教育大学●                                               | 和歌山大学○                                                 | 大阪外国語大学●                                             | 近畿福祉大学○                                               |
| 2004秋 | 阪南大学                                                    | 大阪市立大学○                                               | 大阪工業大学●                                               | 大阪大学●                                                   | 大阪府立大学○                                               |
| 2005春 | 阪南大学                                                    | 大阪教育大学●                                               | 奈良大学○                                                   | 近畿福祉大学●                                               | 大阪大学○                                                   |
| 2005秋 | 奈良産業大学                                                | 大阪市立大学●                                               | 大阪大学○                                                   | 兵庫県立大学○                                               | 羽衣国際大学●                                               |
| 2006春 | 阪南大学                                                    | 和歌山大学●                                                 | 大阪教育大学○                                               | 兵庫県立大学○                                               | 羽衣国際大学●                                               |
| 2006秋 | 奈良産業大学                                                | 大阪大学○                                                   | 大阪工業大学●                                               | 兵庫県立大学●                                               | 太成学院大学○                                               |
| 2007春 | 奈良産業大学                                                | 大阪大学●                                                   | 奈良教育大学○                                               | 大阪府立大学●                                               | 羽衣国際大学○                                               |
| 2007秋 | 奈良産業大学                                                | 奈良教育大学○                                               | 大阪工業大学●                                               | 和歌山大学●                                                 | 近畿福祉大学○                                               |
| 2008春 | 奈良産業大学                                                | 奈良大学○                                                   | 太成学院大学●                                               | 近畿福祉大学●                                               | 和歌山大学○                                                 |
| 2008秋 | 奈良産業大学                                                | 奈良教育大学●                                               | 大阪市立大学○                                               | 大阪大学●                                                   | 大阪大谷大学○                                               |
| 2009春 | 大阪教育大学                                                | 奈良産業大学（注1）○                                        | 大阪工業大学●                                               | 奈良教育大学○                                               | 大阪大学●                                                   |
| 2009秋 | 奈良産業大学                                                | 奈良大学●                                                   | 大阪工業大学○                                               | 大成学院大学●                                               | 大阪大学○                                                   |
| 2010春 | 奈良産業大学                                                | 神戸大学●                                                   | 大阪大学○                                                   | 羽衣国際大学●                                               | 太成学院大学○                                               |
| 2010秋 | 奈良産業大学                                                | 大阪工業大学○                                               | 神戸大学●                                                   | 奈良大学○                                                   | 羽衣国際大学●                                               |
| 2011春 | 奈良産業大学                                                | 大阪工業大学○                                               | 神戸大学●                                                   | 奈良大学●                                                   | 大阪府立大学○                                               |
| 2011秋 | 奈良産業大学                                                | 阪南大学●                                                   | 神戸大学○                                                   | 太成学院大学○                                               | 兵庫県立大学●                                               |
| 2012春 | 奈良産業大学                                                | 大阪市立大学●                                               | 和歌山大学○                                                 | 太成学院大学●                                               | 羽衣国際大学○                                               |
| 2012秋 | 奈良産業大学                                                | 大阪教育大学●                                               | 大阪市立大学○                                               | 羽衣国際大学●                                               | 兵庫県立大学○                                               |
| 2013春 | 奈良産業大学                                                | 大阪工業大学●                                               | 阪南大学○                                                   | 兵庫県立大学●                                               | 羽衣国際大学○                                               |
| 2013秋 | 奈良産業大学                                                | 阪南大学●                                                   | 大阪教育大学○                                               | 奈良教育大学●                                               | 兵庫県立大学○                                               |
| 2014春 | 奈良学園大学                                                | 和歌山大学○                                                 | 阪南大学●                                                   | 兵庫県立大学●                                               | 奈良教育大学○                                               |
| 2014秋 | 奈良学園大学                                                | 神戸大学●                                                   | 大阪工業大学○                                               | 奈良教育大学○                                               | 兵庫県立大学●                                               |
| 2015春 | 奈良学園大学                                                | 大阪市立大学●                                               | 神戸大学○                                                   | 奈良教育大学●                                               | 大阪観光大学○                                               |
| 2015秋 | 奈良学園大学                                                | 大阪教育大学●                                               | 大阪市立大学○                                               | 羽衣国際大学●                                               | 兵庫県立大学○                                               |
| 2016春 | 奈良学園大学                                                | 大阪大学○                                                   | 大阪大谷大学●                                               | 兵庫県立大学●                                               | 羽衣国際大学○                                               |
| 2016秋 | 奈良学園大学                                                | 大阪工業大学○                                               | 大阪大谷大学●                                               | 羽衣国際大学○                                               | 神戸医療福祉大学●                                           |
| 2017春 | 和歌山大学                                                  | 大阪大学●                                                   | 阪南大学○                                                   | 羽衣国際大学●                                               | 神戸医療福祉大学○                                           |
| 2017秋 | 大阪市立大学                                                | 阪南大学●                                                   | 大阪観光大学○                                               | 神戸医療福祉大学●                                           | 太成学院大学○                                               |
| 2018春 | 奈良学園大学                                                | 大阪観光大学○                                               | 阪南大学●                                                   | 大阪大学●                                                   | 兵庫県立大学○                                               |
| 2018秋 | 和歌山大学                                                  | 大阪観光大学●                                               | 阪南大学○                                                   | 大阪教育大学○                                               | 大阪大学●                                                   |
| 2019春 | 大阪工業大学                                                | 神戸大学○                                                   | 大阪大谷大学●                                               | 大阪教育大学○                                               | 大阪大学●                                                   |
| 2019秋 | 大阪市立大学                                                | 大阪工業大学●                                               | 大阪府立大学○                                               | 大阪教育大学○                                               | 神戸医療福祉大学●                                           |
| 2020春 | 新型コロナウイルス感染症の影響により開催中止                | 新型コロナウイルス感染症の影響により開催中止                | 新型コロナウイルス感染症の影響により開催中止                | 新型コロナウイルス感染症の影響により開催中止                | 新型コロナウイルス感染症の影響により開催中止                |
| 2020秋 | 奈良学園大学                                                | 大阪府立大学（注2）                                         | 大阪観光大学（注2）                                         | 大阪教育大学（注2）                                         | 神戸医療福祉大学（注2）                                     |
| 2021春 | 新型コロナウイルス感染症の影響によりリーグ戦打ち切り（注3） | 新型コロナウイルス感染症の影響によりリーグ戦打ち切り（注3） | 新型コロナウイルス感染症の影響によりリーグ戦打ち切り（注3） | 新型コロナウイルス感染症の影響によりリーグ戦打ち切り（注3） | 新型コロナウイルス感染症の影響によりリーグ戦打ち切り（注3） |
| 2021秋 | 神戸大学                                                    | 大阪府立大学（注4）                                         | 大阪観光大学（注4）                                         | 大阪教育大学●                                               | 奈良教育大学○                                               |
| 2022春 | 和歌山大学                                                  | 神戸大学○                                                   | 大阪工業大学●                                               | 大阪大学○                                                   | 羽衣国際大学●                                               |
| 2022秋 | 大阪公立大学                                                | 阪南大学○                                                   | 神戸医療未来大学●                                           | 奈良教育大学●                                               | 東大阪大学○                                                 |
| 2023春 | 大阪公立大学                                                | 神戸大学○                                                   | 神戸医療未来大学●                                           | 東大阪大学●                                                 | 奈良教育大学○                                               |
| 2023秋 | 和歌山大学                                                  | 神戸大学●                                                   | 神戸医療未来大学◯                                           | 奈良教育大学●                                               | 大阪教育大学◯                                               |
| 2024春 | 和歌山大学                                                  | 大阪公立大学●                                               | 大阪工業大学◯                                               | 大阪教育大学●                                               | 東大阪大学○                                                 |
| 2024秋 | 奈良学園大学                                                | 大阪観光大学●                                               | 大阪公立大学○                                               | 東大阪大学●                                                 | 奈良教育大学○                                               |
| 2025春 | 奈良学園大学                                                | 阪南大学◯                                                   | 神戸大学●                                                   | 太成学院大学◯                                               | 羽衣国際大学●                                               |
| 2025秋 |                                                             |                                                             |                                                             |                                                             |                                                             |

- （注1）：奈良産業大学はリーグ戦出場辞退に伴い最下位が決定。その後入れ替え戦からリーグに復帰、入れ替え戦に勝利して1部残留を決めた。
- （注2）：新型コロナウイルスの影響を考慮して入替戦を実施せずに優勝チームは上位リーグへ自動昇格。
- （注3）：新型コロナウイルス感染症の影響によりリーグ戦が中断となり中断前に上位だった和歌山大学、奈良学園大学、阪南大学、神戸大学、大阪市立大学の5チームで全日本大学野球選手権の出場権をかけた代表決定戦を行い（その後、大阪市立大学が辞退したため4チームで行われた）、和歌山大学が代表となった。その後、正式にリーグ戦が打ち切りとなった。秋季は1部の大阪観光大学が1試合終了後出場を辞退したため2部へ自動降格。入れ替え戦は行われないため1部：6、2部：7、3部：5で行われる。
- （注4）：来季より1部の大阪府立大学と大阪市立大学が統合し大阪公立大学として参加するため1部のチーム数維持のために2部優勝の大阪観光大学が入れ替え戦をせずに自動昇格。

### リーグ優勝回数
2025年春季リーグ終了時点
1部リーグ
| 優勝回数 | 大学                                                     |
| -------- | -------------------------------------------------------- |
| 45       | 奈良学園大学（旧：奈良産業大学）                         |
| 28       | 近畿大学（旧：大阪理工科大学）                           |
| 27       | 阪南大学                                                 |
| 15       | 大阪経済大学                                             |
| 9        | 神戸大学                                                 |
| 6        | 関西学院大学 大阪教育大学（旧：大阪学芸大学） 和歌山大学 |
| 4        | 大阪市立大学                                             |
| 2        | 大阪大学 大阪工業大学 大阪公立大学                       |
| 1        | 大阪府立大学（旧：浪速大学）                             |

2部リーグ
判明分のみ
| 優勝回数 | 大学                                                                           |
| -------- | ------------------------------------------------------------------------------ |
| 18       | 大阪府立大学（旧：浪速大学） 大阪工業大学                                      |
| 14       | 大阪教育大学（旧：大阪学芸大学）                                               |
| 13       | 和歌山大学                                                                     |
| 12       | 大阪大学                                                                       |
| 11       | 神戸商科大学（現：兵庫県立大学）                                               |
| 9        | 大阪市立大学 神戸大学                                                          |
| 8        | 阪南大学                                                                       |
| 5        | 大阪経済大学 大阪外国語大学（現：大阪大学外国語学部）                          |
| 4        | 奈良教育大学                                                                   |
| 3        | 大阪大谷大学 大阪観光大学 神戸医療未来大学(旧：近畿福祉大学、神戸医療福祉大学) |
| 2        | 大阪歯科大学 奈良産業大学（現：奈良学園大学） 奈良大学                         |
| 1        | 大阪薬科大学 太成学院大学 大阪公立大学                                         |

3部リーグ
判明分のみ
| 優勝回数 | 大学                                                                  |
| -------- | --------------------------------------------------------------------- |
| 11       | 大阪外国語大学（現：大阪大学外国語学部） 奈良教育大学                 |
| 10       | 奈良大学 羽衣国際大学                                                 |
| 9        | 兵庫県立大学（旧：神戸商科大学）                                      |
| 8        | 神戸医療未来大学（旧：近畿福祉大学、神戸医療福祉大学)                 |
| 7        | 高野山大学                                                            |
| 5        | 大阪市立大学 大阪大学                                                 |
| 3        | 大阪府立大学 太成学院大学                                             |
| 2        | 大阪工業大学 大阪教育大学 東大阪大学                                  |
| 1        | 奈良産業大学（現：奈良学園大学） 和歌山大学 大阪大谷大学 大阪観光大学 |

### 全国大会成績
※大学選手権＝全日本大学野球選手権大会出場回数、神宮大会＝明治神宮大会出場回数。（大学選手権と神宮大会の実績はリーグ発足以前も含む）
| 学校                              | 最終出場大会      | 全国大会 合計出場回数 | 大学選手権 | 神宮大会 | 備考                                                                                               |
| --------------------------------- | ----------------- | --------------------- | ---------- | -------- | -------------------------------------------------------------------------------------------------- |
| 奈良学園大学 （旧：奈良産業大学） | 2025年 大学選手権 | 22                    | 22         | 0        | 全日本大学野球選手権ベスト4：1回                                                                   |
| 近畿大学                          | 1961年 大学選手権 | 9                     | 9          | 0        | 関西学生連盟移籍後 全日本大学野球選手権大会10回（うち優勝4回） 明治神宮大会12回（うち優勝2回）出場 |
| 阪南大学                          | 2006年 大学選手権 | 8                     | 7          | 1        | |
| 和歌山大学                        | 2024年 大学選手権 | 4                     | 4          | 0        | |
| 大阪教育大学                      | 2009年 大学選手権 | 2                     | 2          | 0        | |
| 大阪大学                          | 1985年 大学選手権 | 1                     | 1          | 0        | |
| 大阪工業大学                      | 2019年 大学選手権 | 1                     | 1          | 0        | |
| 大阪公立大学                      | 2023年 大学選手権 | 1                     | 1          | 0        | |

## 加盟大学
(2025年春季リーグ戦後の入替戦終了時点) 

### 1部リーグ
- 奈良学園大学（旧：奈良産業大学）
- 和歌山大学
- 神戸医療未来大学（旧：近畿福祉大学、神戸医療福祉大学）
- 大阪工業大学
- 大阪公立大学
- 阪南大学

### 2部リーグ
- 神戸大学（旧：神戸経済大学）
- 大阪観光大学
- 大阪大谷大学
- 奈良教育大学
- 大阪大学（旧：大阪帝国大学）
- 太成学院大学

### 3部リーグ
- 羽衣国際大学
- 東大阪大学
- 大阪教育大学（旧：大阪学芸大学）
- 兵庫県立大学（旧：神戸商科大学）
- 奈良大学

### かつて加盟していたことがある大学
（戦後に加盟したことがある大学に限る）

#### 近畿地区大学野球連盟傘下・連合解体前
- 近畿大学（1962年に旧関西六大学野球連盟に昇格。その後一度も近畿リーグへの降格はなく、1982年のリーグ再編に伴い関西学生野球連盟に加盟。）
- 大阪経済大学（旧関西六大学野球連盟昇格経験組。1952年秋季は出場停止処分を受ける。1980年秋期には旧関六初昇格即初優勝という快挙を成し遂げるが、翌年春季には一転最下位かつ入替戦敗退という浮き沈みの激しい1年となる。1982年のリーグ再編に伴い脱退し、新関西六大学野球連盟に加盟。）
- 関西学院大学（旧関西六大学野球連盟からの降格組。1969年春季及び1973年秋季〜1981年春季に近畿リーグに加盟。1981年秋季に旧関六に復帰。1982年のリーグ再編に伴い関西学生野球連盟に加盟。）
- 奈良県立医科大学（近畿六大学野球連盟時代の1950年に脱退）
- 神戸市外国語大学（近畿大学野球連盟時代の1952年に脱退）

#### 連合解体後
- 高野山大学（部員不足により2003年に休部のため脱退）
- 大阪外国語大学（1970年秋季・1986年春季は出場停止。2007年大阪大学と統合時に春季リーグは「大阪大学外国語学部」と名称変更して参加していたが、春季リーグ終了後野球部を統合し、発展的に脱退。）
- 大阪薬科大学（2019年秋季をもって脱退）
- 大阪市立大学
- 大阪府立大学
  - この2大学は統合により2022年春季から大阪公立大学として加盟。
- 大阪歯科大学（2020年春季以降休部により出場辞退していたが、2023年秋季をもって正式に脱退）